# Clearstream
Clearstream Banking SA (CB) amb seu a Luxemburg, és la divisió de custòdia i liquidació de Deutsche Börse creada el gener de 2000 a través de la fusió de CEDEL i Deutsche Börse Clearing, part de Deutsche Börse Group que és propietària de la Borsa de Frankfurt.
CEDEL, establerta en 1971, era especialista en el clearing i settlement financer. El 1996 va obtenir una llicència bancària. El juliol de 2002, Deutsche Börse va adquirir el 50% restant de Clearstream International per 1,6 mil milions d'euros. L'estratègia de Deutsche Börse és ser una sitja per la integració vertical de valors, proveint serveis pel front i el back end en la negociació de valors. El 2008 va contribuir amb 489 milions d'Euros sobre el total d'1,5 milions d'Euros al EBIT de Deutsche Börse, gestionant 114 milions de transaccions, i custodiant valors per valor de 10.600 bilions d'Euros. (Deutsche Boers Informe Anual, 2008).

## Les acusacions de Denis Robert i el «Cas Clearstream»
El 2001 el periodista d'investigació Denis Robert i Ernest Backer, un executiu en CEDEL fins a maig de 1983, van publicar el llibre, Revelation en el qual van al·legar que Clearstream exercía un paper important en l'economia com a principal plataforma pel blanqueig de diners i l'evasió d'impostos a través d'un sistema il·legal de comptes secrets operant amb centenars de bancs, «mitjançant centenars de comptes confidencials per fer-ho indetectable», segons el Business Week. El periodista Denis Robert va ser demandat i condemnat en vuit ocasions pels tribunals francesos per difamació (Tribunal d'Apel·lació de París, 16 d'octubre de 2008).
Paral·lelament el 2003 es va iniciar el «Cas Clearstream» quan un becari robà llistes de comptes del banc luxemburguès que anaren a para a Imad Lahoud, un professor de matemàtiques ex-informàtic i ex-confident dels serveis secrets francesos; aquest, seguint les indicacions de Jean Louis Gergorin, ex-vicepresident d'EADS, adjuntà fraudulentament a les llistes de comptes desenes de noms de personalitats rellevants de la societat francesa, des de polítics francesos, passant per líders industrials i membres dels serveis, fins a artistes; un dels noms era el de Nicolas Sarkozy. El gener del 2004 Jean Louis Gergorin ensenyà la llista manipulada al ministre de l'interior francès d'aleshores Dominique de Villepin i li anuncià que l'entregaria a la justícia francesa. El 2007 sortí a la llum pública tot l'afer i posteriorment la fiscalia francesa acusà a Villepin d'instigar a la fabricació de la llista falsa per a perjudicar al seu rival polític, Nicolas Sarkozy, que aleshores es perfilava per succeir a Jacques Chirac en la presidencia de la República francesa. El judicia contra Villepin, Jean Louis Gergorin, Imad Lahoud se celebrà el 2009 i el 2010 resolgué que Villepin no havia tingut cap responsabilitat, condemnant als altres dos acusats a 18 mesos de presó.